# Draft de la NBA de 1980
El Draft de la NBA de 1980 fue el trigésimocuarto draft de la National Basketball Association (NBA). El draft se celebró el 10 de junio de 1980 antes del comienzo de la temporada 1980-81. 
En este draft, veintitrés equipos de la NBA seleccionaron a jugadores amateurs del baloncesto universitario y otros jugadores elegibles, incluidos internacionales. Los jugadores que hubiesen terminado el periplo universitario de cuatro años estaban disponibles para ser seleccionados. Antes del draft, cinco jugadores que no habían terminado los cuatro años universitarios anunciaron que abandonaban la universidad antes de tiempo para presentarse al draft.
Las dos primeras elecciones del draft correspondieron a los equipos que finalizaron en la última posición en cada división, con el orden determinado por un lanzamiento de moneda. Boston Celtics, que adquirió la elección de primera ronda de Detroit Pistons en un traspaso, ganó el primer puesto del draft, mientras que Utah Jazz fue premiado con la segunda elección. Los Celtics posteriormente traspasaron la primera elección a Golden State Warriors antes del draft. Los demás equipos seleccionaron en orden inverso al registro de victorias-derrotas en la temporada anterior. 
Una franquicia en expansión, Dallas Mavericks, formó parte del Draft de la NBA por primera vez y se le fue asignada la undécima elección de cada ronda. El draft consistió de diez rondas y 214 jugadores fueron seleccionados.

## Selecciones y notas del draft
Joe Barry Carroll, de la Universidad de Purdue, fue seleccionado en la primera posición del draft por Golden State Warriors. Darrell Griffith, de la Universidad de Louisville, fue seleccionado en la segunda posición por Utah Jazz, y ganó el Rookie del Año de la NBA en su primera temporada. Kevin McHale, de la Universidad de Minnesota, fue seleccionado en la tercera posición por Boston Celtics. McHale pasó los trece años de su carrera en los Celtics y ganó tres campeonatos de la NBA. También se hizo con dos premios consecutivos al Mejor Sexto Hombre de la NBA y fue incluido en un mejor quinteto de la NBA, en siete All Star Game de la NBA y en seis mejores quintetos defensivos. Por sus logros, fue incluido en el Basketball Hall of Fame, y fue nombrado uno de los 50 mejores jugadores en la historia de la NBA en 1996. Carroll, la octava elección Andrew Toney, la undécima Kiki Vandeweghe y la vigesimoquinta Jeff Ruland son los otros jugadores de este draft que también disputaron un All-Star Game.
Nueve jugadores del draft tuvieron una carrera de entrenador en la NBA. Kevin McHale trabajó como entrenador interino de los Timberwolves en 2005 y 2008-2009, y actualmente es el entrenador de Houston Rockets. Mike Woodson, la duodécima elección, entrenó a Atlanta Hawks durante seis temporadas. Larry Drew, la decimoséptima elección, trabajó como asistente de Woodson antes de ser ascendido a entrenador del equipo en 2010. Bill Hanzlik, la vigésima elección, entrenó a Denver Nuggets en 1997-1998, firmando un balance de 11 victorias y 71 derrotas, el peor récord de un entrenador en su primera temporada en la NBA. Butch Carter, la trigésimo séptima elección, dirigió a Toronto Raptors durante dos temporadas y media. Kurt Rambis, la quincuagésima octava elección, que jugó nueve años en Los Angeles Lakers, ocupó el cargo de entrenador interino del equipo en 1999. Tras trabajar como asistente en los Lakers durante siete años, Rambis fue contratado como entrenador por Minnesota Timberwolves en 2009. Terry Stotts, la trigésimoctava elección, entrenó a Atlanta Hawks y Milwaukee Bucks durante dos temporadas a cada equipo. Stotts nunca jugó en la NBA y desarrolló su carrera como jugador principalmente en Europa. Otros dos jugadores, Kiki Vandeweghe y Kenny Natt, tuvieron breves etapas como entrenadores interinos en la NBA, todas ellas de menos de una temporada.

## Leyenda
|  | Denota jugador miembro del Basketball Hall of Fame                   |
|  | Denota jugador que ha sido seleccionado al menos en un All-Star Game |
|  | Denota jugador que nunca ha jugado en la NBA                         |

## Draft

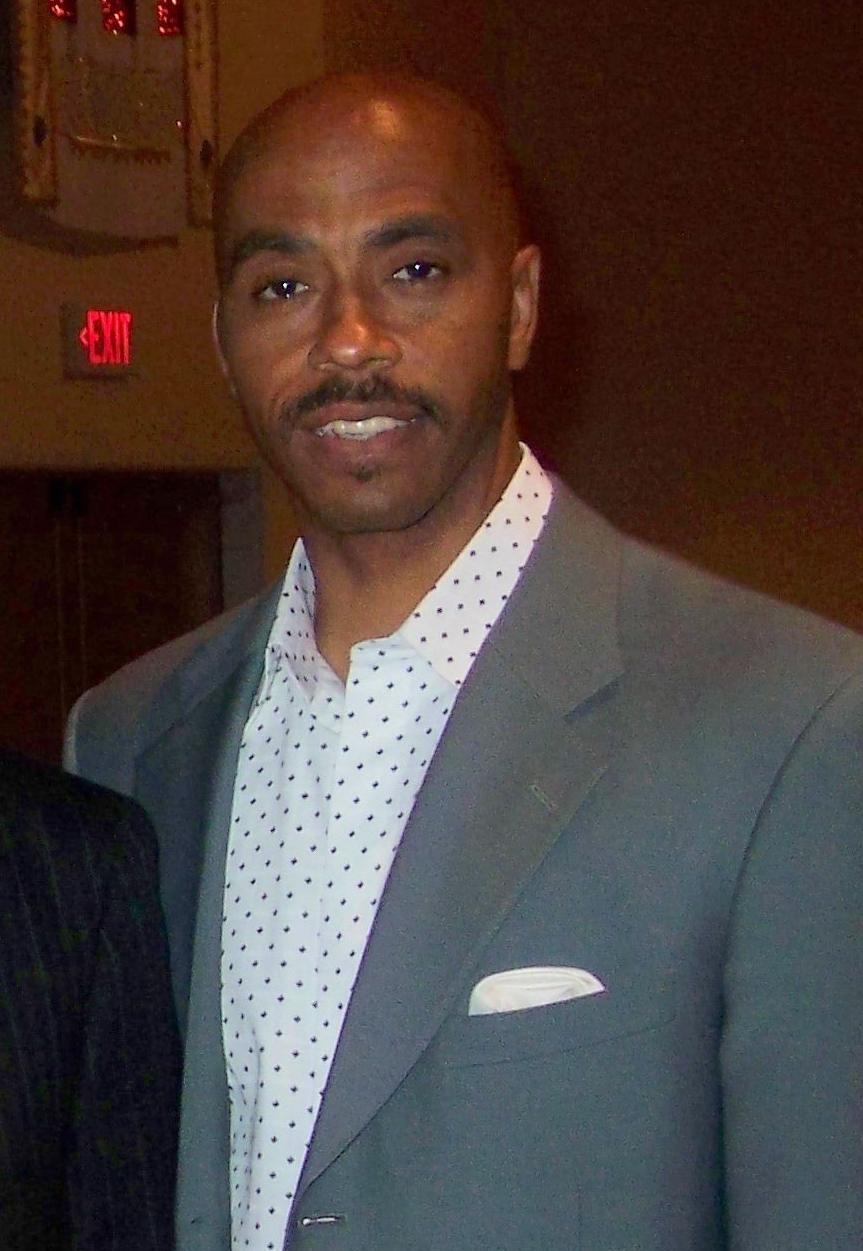
Darrell Griffith, la segunda elección.

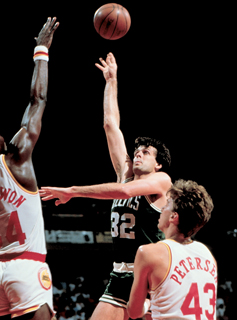
Kevin McHale, la tercera elección.

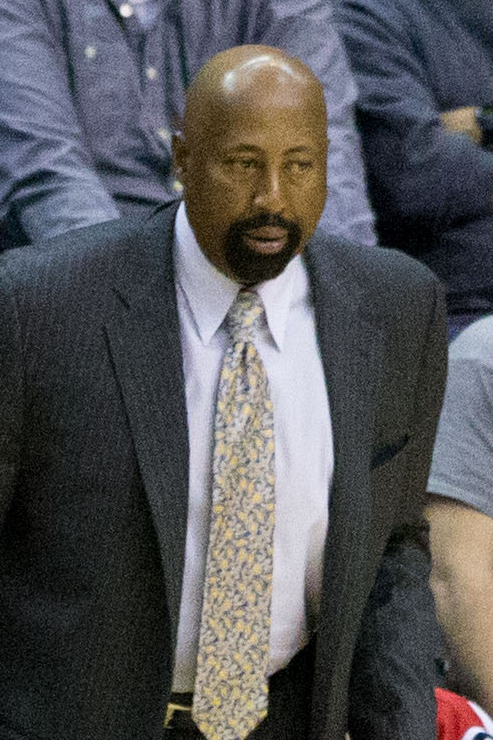
Mike Woodson, la decimosegunda elección.

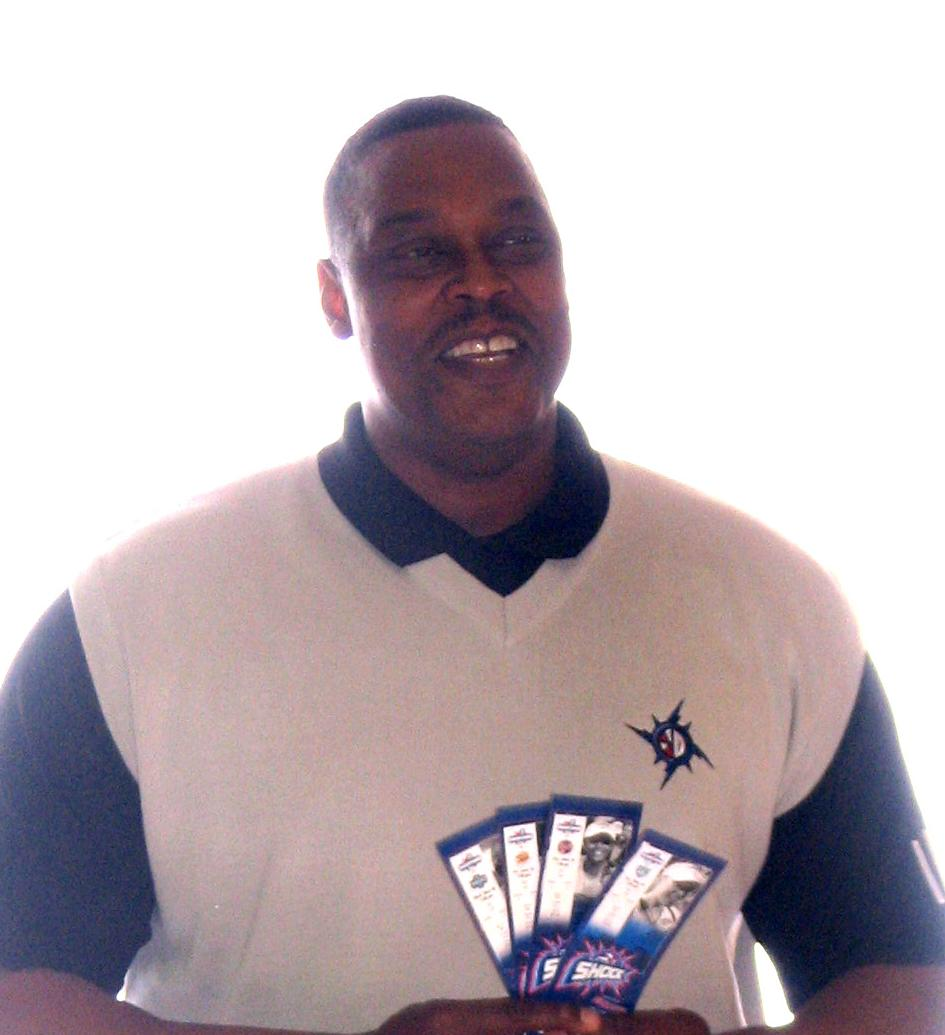
Rick Mahorn, la 35.ª elección.

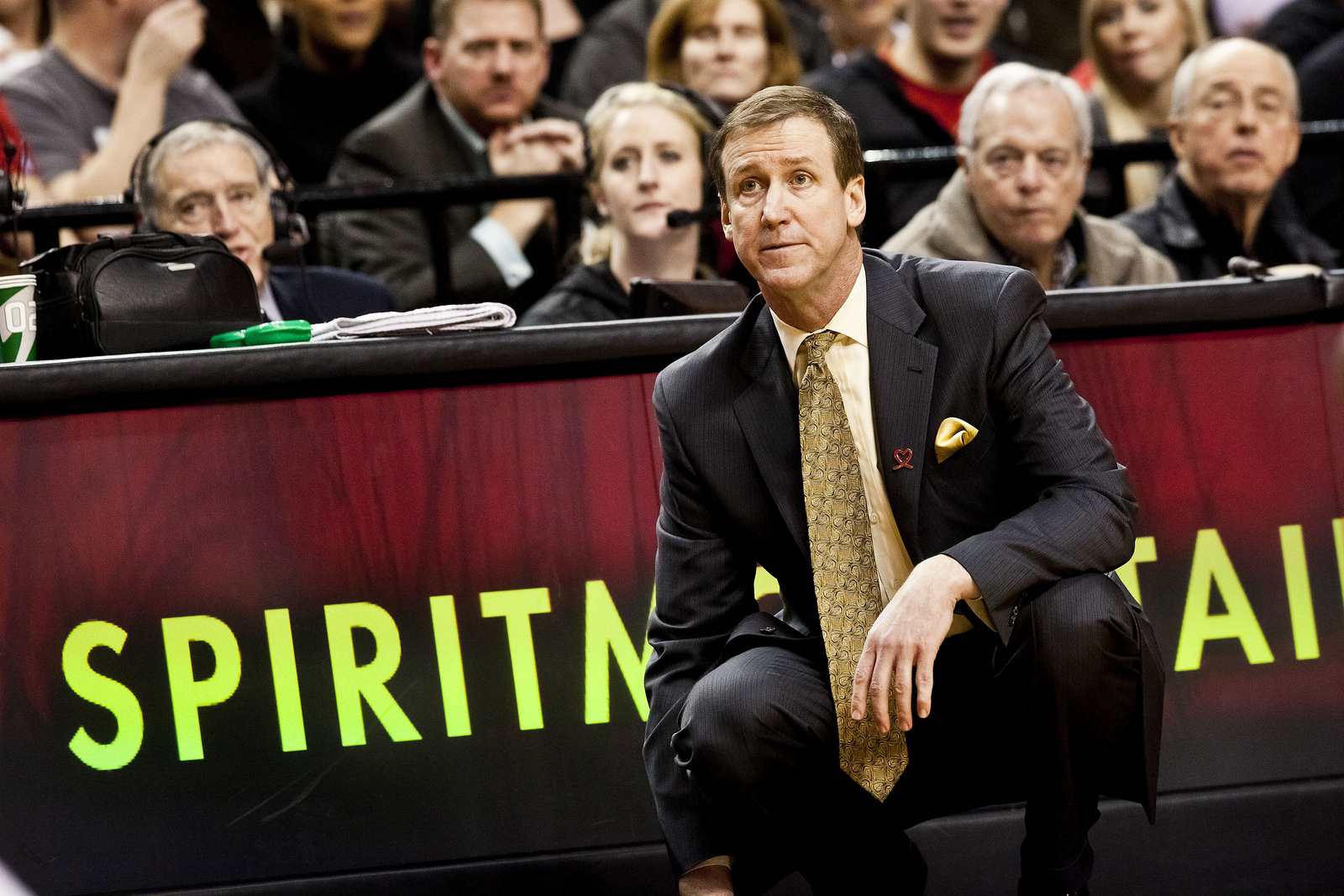
Terry Stotts, la 38.ª elección.

| Ronda | Pick | Jugador           | Pos. | Nacionalidad   | Equipo                                                        | Universidad/equipo           |
| ----- | ---- | ----------------- | ---- | -------------- | ------------------------------------------------------------- | ---------------------------- |
| 1     | 1    | Joe Barry Carroll | F/C  | Estados Unidos | Golden State Warriors (desde Detroit vía Boston)              | Purdue (Sr.)                 |
| 1     | 2    | Darrell Griffith  | G    | Estados Unidos | Utah Jazz                                                     | Louisville (Sr.)             |
| 1     | 3    | Kevin McHale      | F/C  | Estados Unidos | Boston Celtics (desde Golden State)                           | Minnesota (Sr.)              |
| 1     | 4    | Kelvin Ransey     | G    | Estados Unidos | Chicago Bulls (traspasado a Portland)                         | Ohio State (Sr.)             |
| 1     | 5    | James Ray         | F    | Estados Unidos | Denver Nuggets                                                | Jacksonville (Sr.)           |
| 1     | 6    | Mike O'Koren      | G/F  | Estados Unidos | New Jersey Nets                                               | North Carolina (Sr.)         |
| 1     | 7    | Mike Gminski      | C    | Estados Unidos | New Jersey Nets (desde San Diego vía Portland)                | Duke (Sr.)                   |
| 1     | 8    | Andrew Toney      | G    | Estados Unidos | Philadelphia 76ers (desde Indiana)                            | Southwestern Louisiana (Sr.) |
| 1     | 9    | Michael Brooks    | F    | Estados Unidos | San Diego Clippers (desde Cleveland)                          | La Salle (Sr.)               |
| 1     | 10   | Ronnie Lester     | G    | Estados Unidos | Portland Trail Blazers (traspasado a Chicago)                 | Iowa (Sr.)                   |
| 1     | 11   | Kiki Vandeweghe   | F    | Estados Unidos | Dallas Mavericks                                              | UCLA (Sr.)                   |
| 1     | 12   | Mike Woodson      | G/F  | Estados Unidos | New York Knicks                                               | Indiana (Sr.)                |
| 1     | 13   | Rickey Brown      | F/C  | Estados Unidos | Golden State Warriors (desde Washington vía Detroit y Boston) | Mississippi State (Sr.)      |
| 1     | 14   | Wes Matthews      | G    | Estados Unidos | Washington Bullets (desde Houston)                            | Wisconsin (Jr.)              |
| 1     | 15   | Reggie Johnson    | F/C  | Estados Unidos | San Antonio Spurs                                             | Tennessee (Sr.)              |
| 1     | 16   | Charles Whitney   | G/F  | Estados Unidos | Kansas City Kings                                             | NC State (Sr.)               |
| 1     | 17   | Larry Drew        | G    | Estados Unidos | Detroit Pistons (desde Milwaukee)                             | Missouri (Sr.)               |
| 1     | 18   | Don Collins       | G/F  | Estados Unidos | Atlanta Hawks                                                 | Washington State (Sr.)       |
| 1     | 19   | John Duren        | G    | Estados Unidos | Utah Jazz (desde Phoenix)                                     | Georgetown (Sr.)             |
| 1     | 20   | Bill Hanzlik      | G/F  | Estados Unidos | Seattle SuperSonics                                           | Notre Dame (Sr.)             |
| 1     | 21   | Monti Davis       | F    | Estados Unidos | Philadelphia 76ers                                            | Tennessee State (Sr.)        |
| 1     | 22   | Chad Kinch        | G    | Estados Unidos | Cleveland Cavaliers (desde Los Angeles)                       | UNC Charlotte (Sr.)          |
| 1     | 23   | Carl Nicks        | G    | Estados Unidos | Denver Nuggets (desde Boston vía Indiana)                     | Indiana State (Sr.)          |
| 2     | 24   | Larry Smith       | F/C  | Estados Unidos | Golden State Warriors (desde Detroit)                         | Alcorn State (Sr.)           |
| 2     | 25   | Jeff Ruland       | F/C  | Estados Unidos | Golden State Warriors (traspasado a Washington)               | Iona (Jr.)                   |
| 2     | 26   | Sam Worthen       | F    | Estados Unidos | Chicago Bulls (desde Utah vía Los Angeles)                    | Marquette (Sr.)              |
| 2     | 27   | John Stroud       | F    | Estados Unidos | Houston Rockets (desde Denver vía New Jersey)                 | Mississippi (Sr.)            |
| 2     | 28   | Craig Shelton     | F    | Estados Unidos | Atlanta Hawks (desde Chicago)                                 | Georgetown (Sr.)             |
| 2     | 29   | Louis Orr         | F    | Estados Unidos | Indiana Pacers (desde New Jersey)                             | Syracuse (Sr.)               |
| 2     | 30   | Kenny Natt        | G    | Estados Unidos | Indiana Pacers (desde San Diego)                              | Northeast Louisiana (Sr.)    |
| 2     | 31   | Wayne Robinson    | F    | Estados Unidos | Los Angeles Lakers (desde Cleveland)                          | Virginia Tech (Sr.)          |
| 2     | 32   | David Lawrence    | F    | Estados Unidos | Portland Trail Blazers (desde Indiana)                        | McNeese State (Sr.)          |
| 2     | 33   | Bruce Collins     | G/F  | Estados Unidos | Portland Trail Blazers                                        | Weber State (Sr.)            |
| 2     | 34   | Roosevelt Bouie   | C    | Estados Unidos | Dallas Mavericks                                              | Syracuse (Sr.)               |
| 2     | 35   | Rick Mahorn       | F/C  | Estados Unidos | Washington Bullets                                            | Hampton (Sr.)                |
| 2     | 36   | DeWayne Scales    | F    | Estados Unidos | New York Knicks                                               | LSU (Jr.)                    |
| 2     | 37   | Butch Carter      | G    | Estados Unidos | Los Angeles Lakers (desde San Antonio)                        | Indiana (Sr.)                |
| 2     | 38   | Terry Stotts      | F    | Estados Unidos | Houston Rockets                                               | Oklahoma (Sr.)               |
| 2     | 39   | Michael Wiley     | F    | Estados Unidos | San Antonio Spurs (desde Kansas City)                         | Long Beach State (Sr.)       |
| 2     | 40   | Dick Miller       | F    | Estados Unidos | Indiana Pacers (desde Milwaukee vía Kansas City)              | Toledo (Sr.)                 |
| 2     | 41   | Jawann Oldham     | C    | Estados Unidos | Denver Nuggets (desde Atlanta vía Utah)                       | Seattle (Sr.)                |
| 2     | 42   | Kimberly Belton   | F    | Estados Unidos | Phoenix Suns                                                  | Stanford (Sr.)               |
| 2     | 43   | Billy Williams    | G    | Estados Unidos | Houston Rockets (desde Seattle)                               | Clemson (Sr.)                |
| 2     | 44   | Clyde Austin      | G    | Estados Unidos | Philadelphia 76ers                                            | NC State (Sr.)               |
| 2     | 45   | Brad Branson      | F/C  | Estados Unidos | Detroit Pistons (desde Los Angeles)                           | SMU (Sr.)                    |
| 2     | 46   | Arnette Hallman   | F    | Estados Unidos | Boston Celtics                                                | Purdue (Sr.)                 |

## Otras elecciones
La siguiente lista incluye otras elecciones de draft que han aparecido en al menos un partido de la NBA.

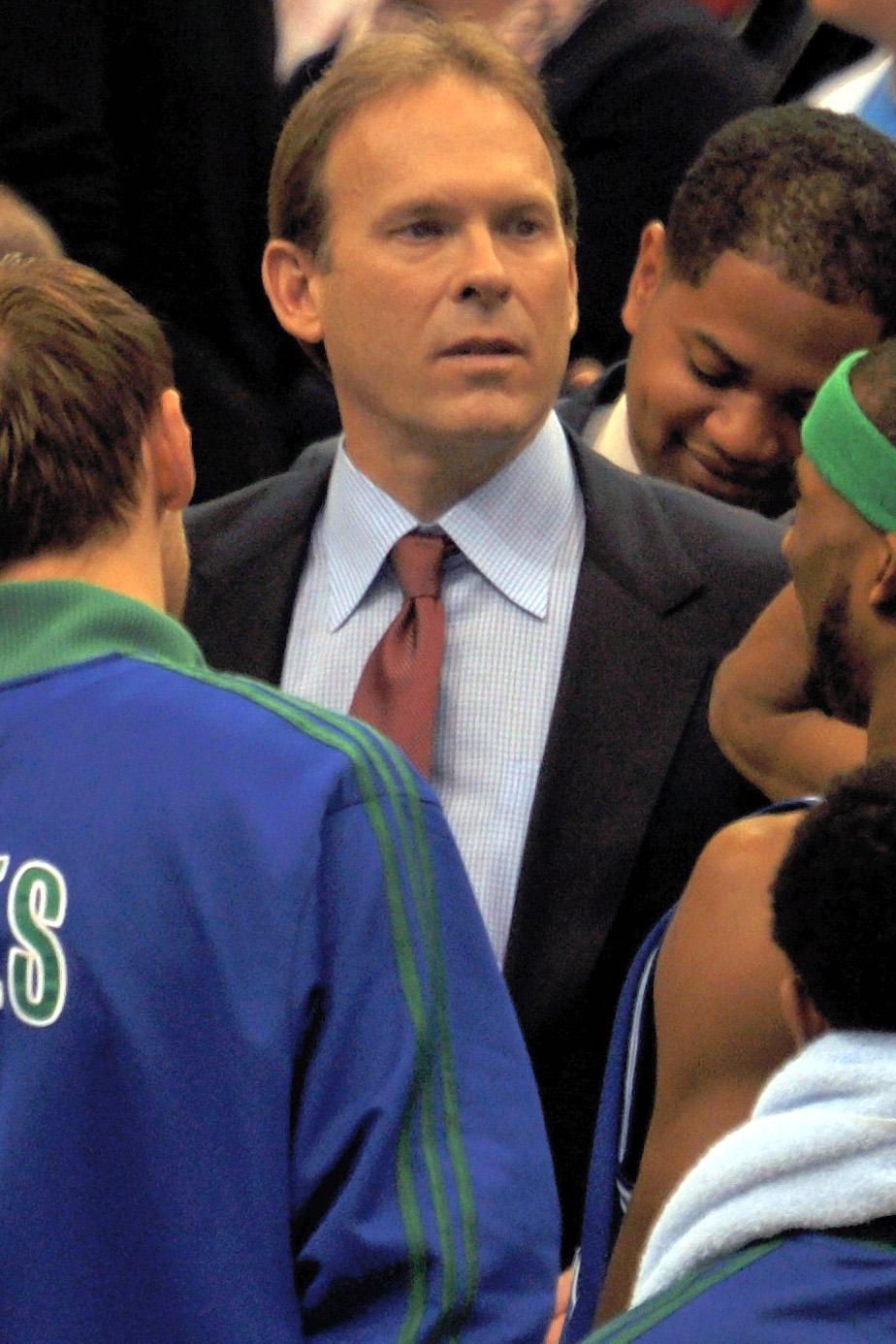
Kurt Rambis, la 58.ª elección.

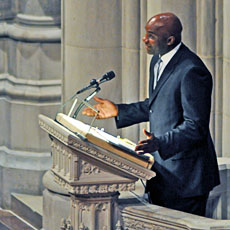
Rory Sparrow, la 75.ª elección

| Ronda | Pick | Jugador          | Pos. | Nacionalidad   | Equipo                 | Universidad/equipo   |
| ----- | ---- | ---------------- | ---- | -------------- | ---------------------- | -------------------- |
| 3     | 47   | Kurt Nimphius    | F/C  | Estados Unidos | Denver Nuggets         | Arizona State (Sr.)  |
| 3     | 50   | James Wilkes     | F    | Estados Unidos | Chicago Bulls          | UCLA (Sr.)           |
| 3     | 51   | Ronnie Valentine | F    | Estados Unidos | Denver Nuggets         | Old Dominion (Sr.)   |
| 3     | 52   | Lowes Moore      | G    | Estados Unidos | New Jersey Nets        | West Virginia (Sr.)  |
| 3     | 56   | Mike Harper      | F/C  | Estados Unidos | Portland Trail Blazers | North Park (Sr.)     |
| 3     | 57   | David Britton    | G    | Estados Unidos | Dallas Mavericks       | Texas A&M (Sr.)      |
| 3     | 58   | Kurt Rambis      | F    | Estados Unidos | New York Knicks        | Santa Clara (Sr.)    |
| 4     | 61   | Rich Yonakor     | F    | Estados Unidos | San Antonio Spurs      | North Carolina (Sr.) |
| 4     | 66   | Carl Bailey      | C    | Estados Unidos | Seattle SuperSonics    | Tuskegee (Sr.)       |
| 4     | 70   | Darwin Cook      | G    | Estados Unidos | Detroit Pistons        | Portland (Sr.)       |
| 4     | 75   | Rory Sparrow     | G    | Estados Unidos | New Jersey Nets        | Villanova (Sr.)      |
| 4     | 87   | Tony Jackson     | G    | Estados Unidos | Los Angeles Lakers     | Florida State (Sr.)  |
| 5     | 93   | Tony Fuller      | G    | Estados Unidos | Detroit Pistons        | Pepperdine (Sr.)     |
| 5     | 99   | Wally Rank       | G/F  | Estados Unidos | San Diego Clippers     | San Jose State (Sr.) |
| 5     | 103  | Darrell Allums   | F    | Estados Unidos | Dallas Mavericks       | UCLA (Sr.)           |
| 7     | 141  | Lorenzo Romar    | G    | Estados Unidos | Golden State Warriors  | Washington (Sr.)     |
| 8     | 168  | John Stroeder    | F    | Estados Unidos | Portland Trail Blazers | Montana (Sr.)        |
| 8     | 169  | Clarence Kea     | F    | Estados Unidos | Dallas Mavericks       | Lamar (Sr.)          |
| 9     | 182  | Billy Reid       | G    | Estados Unidos | Golden State Warriors  | San Francisco (Sr.)  |

## Traspasos
1. 1 2 3
2. 1 2
3. ↑  El 2 de noviembre de 1976, Philadelphia 76ers adquirió una elección de primera ronda de Indiana Pacers a cambio de Mel Bennett.[21] Los 76ers utilizaron esta elección de draft para seleccionar a Andrew Toney.
4. ↑  El 21 de septiembre de 1979, San Diego Clippers adquirió una elección de primera ronda de Cleveland Cavaliers a cambio de Randy Smith.[22] Los Clippers utilizaron esta elección de draft para seleccionar a Michael Brooks.
5. ↑  El 16 de julio de 1979, Washington Bullets adquirió una elección de primera ronda de Houston Rockets como compensación por el fichaje de Tom Henderson como agente libre.[23] Los Bullets utilizaron esta elección de draft para seleccionar a Wes Matthews.
6. ↑  El 4 de febrero de 1980, Detroit Pistons adquirió a Kent Benson y una elección de primera ronda de Milwaukee Bucks a cambio de Bob Lanier.[24] Los Pistons utilizaron esta elección de draft para seleccionar a Larry Drew.
7. ↑  El 12 de enero de 1979, Utah Jazz adquirió a Marty Byrnes, Ron Lee y las elecciones de primera ronda de 1979 y 1980 de Phoenix Suns a cambio de Truck Robinson.[25] Los Jazz utilizaron esta elección de draft para seleccionar a John Duren.
8. ↑  El 15 de febrero de 1980, Cleveland Cavaliers adquirió a Don Ford y una elección de primera ronda de 1980 de Los Angeles Lakers a cambio de Butch Lee y una elección de primera ronda de 1982.[26] Los Cavaliers utilizaron esta elección de draft para seleccionar a Chad Kinch.
9. ↑  El 1 de febrero de 1980, Denver Nuggets adquirió a Alex English y una elección de primera ronda de Indiana Pacers a cambio de George McGinnis.[27] Previamente, los Pacers adquirieron la elección el 19 de julio de 1978 de Boston Celtics a cambio de Earl Tatum.[28] Los Nuggets utilizaron esta elección de draft para seleccionar a Carl Nicks.
10. ↑  El 9 de octubre de 1978, Golden State Warriors adquirió una elección de segunda ronda de Detroit Pistons a cambio de Rickey Green.[29] Los Warriors utilizaron esta elección de draft para seleccionar a Larry Smith.
11. ↑  El día del draft, Washington Bullets adquirió los derechos de draft de la vigesimoquinta elección Jeff Ruland de Golden State Warriors a cambio de una elección de segunda ronda de 1981.[11]
12. ↑  El 9 de octubre de 1978, Chicago Bulls adquirió a Oliver Mack y las elecciones de segunda ronda de 1980 y 1981 de Los Angeles Lakers a cambio de Mark Landsberger.[30] Previamente, los Lakers adquirieron las elecciones de primera ronda de 1977, 1978 y 1979, y una elección de segunda ronda de 1980 el 5 de agosto de 1976 de Utah Jazz a cambio de una elección de primera ronda de 1978 y una elección de segunda ronda de 1977, como compensación por el fichaje de Gail Goodrich por los Jazz el 19 de julio de 1976.[31] Los Bulls utilizaron esta elección de draft para seleccionar a Sam Worthen.
13. ↑  El 12 de octubre de 1979, Houston Rockets adquirió una elección de segunda ronda de 1980 de New Jersey Nets a cambio de Mike Newlin.[32] Previamente, los Nets adquirieron la elección como compensación por el fichaje de Kim Hughes por los Nuggets el 8 de julio de 1978. Los Rockets utilizaron esta elección de draft para seleccionar a John Stroud.
14. ↑  El 8 de octubre de 1978, Atlanta Hawks adquirió una elección de segunda ronda de 1980 de Chicago Bulls a cambio de John Brown y futuras consideraciones.[33] Los Hawks utilizaron esta elección de draft para seleccionar a Craig Shelton.
15. ↑  El 27 de enero de 1978, Indiana Pacers adquirió a Bob Carrington, una elección de segunda ronda de 1980 y otra de segunda ronda de 1981 de New Jersey Nets a cambio de John Williamson.[34] Los Pacers utilizaron esta elección de draft para seleccionar a Louis Orr.
16. ↑  El 3 de octubre de 1977, Indiana Pacers adquirió una elección de segunda ronda de 1980 de Buffalo Braves como compensación por el fichaje de Wil Jones por los Braves como agente libre.[35] Los Pacers utilizaron esta elección de draft para seleccionar a Kenny Natt.
17. ↑  El 24 de octubre de 1979, Los Angeles Lakers adquirió una elección de segunda ronda de 1980 y otra de segunda ronda de 1981 de Cleveland Cavaliers a cambio de Kenny Carr.[36] Los Lakers utilizaron esta elección de draft para seleccionar a Wayne Robinson.
18. ↑  El 5 de octubre de 1979, Los Angeles Lakers adquirió una elección de segunda ronda de 1980 de San Antonio Spurs a cambio de Irv Kiffin.[37] Los Lakers utilizaron esta elección de draft para seleccionar a Butch Carter.
19. ↑  El 13 de septiembre de 1979, San Antonio Spurs adquirió una elección de segunda ronda de 1980 de Kansas City Kings a cambio de Mike Green.[38] Los Spurs utilizaron esta elección de draft para seleccionar a Michael Wiley.
20. ↑  El 27 de noviembre de 1979, Indiana Pacers adquirió una elección de segunda ronda de 1980 de Kansas City Kings a cambio de Len Elmore.[39] Previamente, los Kings adquirieron a Ernie Grunfeld y la elección de Milwaukee Bucks a cambio de Richard Washington el 9 de octubre de 1979. Los Pacers utilizaron esta elección de draft para seleccionar a Dick Miller.
21. ↑  El 20 de noviembre de 1979, Denver Nuggets adquirió una elección de segunda ronda de 1980 de Utah Jazz a cambio de Tom Boswell.[39] Previamente, los Jazz adquirieron la elección y una elección de segunda ronda de 1981 de Atlanta Hawks a cambio de Ron Lee el 10 de octubre de 1979. Los Pacers utilizaron esta elección de draft para seleccionar a Dick Miller.
22. ↑  El 24 de enero de 1980, Detroit Pistons adquirió a Ron Lee y una elección de segunda ronda de 1980 de Atlanta Hawks a cambio de Jim McElroy.[40] Previamente, los Jazz adquirieron a Ben Poquette y la elección como compensación por el fichaje de Jim McElroy por Detroit Pistons como agente libre el 27 de julio de 1979. Previamente, los Pistons adquirieron la elección como compensación por el fichaje de Jim Price por Los Angeles Lakers como agente libre el 27 de octubre de 1978. Los Pistons utilizaron esta elección de draft para seleccionar a Brad Branson.